# ماخطة متوردة مرجانية
ماخطة متوردة مرجانية (الاسم العلمي: Rubicundus lopheliae) هي نوع من اللافكيات تتبع جنس الماخطة المتوردة من فصيلة الأسماك المخاطية.